# Forces d'élite syriennes
Les Forces d'élite syriennes  (arabe : قوات النخبة, Quwwat al-Nokhba) sont un groupe rebelle de la guerre civile syrienne.

## Fondation et affiliation
Les Forces d'élite syriennes sont formées vers avril 2016 dans le nord de la Syrie, avec le soutien des États-Unis dans le but de faire participer des troupes arabes à la prise de Raqqa, quelques mois avant le début de l'offensive contre la ville alors tenue par l'État islamique. Sa formation est annoncée dans une vidéo publiée le 18 avril 2016. Les Forces d'élite syriennes sont proches des Forces démocratiques syriennes (FDS), le porte-parole du groupe déclare le 1er juin 2017 : « Nous ne faisons pas partie des FDS, mais nous agissons en coordination avec elles ». Le refus des Forces d'élite syriennes d'intégrée les Forces démocratiques syriennes provoquent cependant des tensions avec ces dernières.

## Idéologie
Les Forces d'élite syriennes sont affiliées à Al-Ghad al-Souri (« La Syrie de demain »), un mouvement politique formé le 11 mars 2016 au Caire, dirigé par Ahmad Jarba et soutenu par l'Égypte et les Émirats arabes unis. Le mouvement défend l'unité de la Syrie et l'instauration d'une démocratie dans laquelle toutes les communautés seraient représentées. Il se rapproche des Forces démocratiques syriennes (FDS) en septembre 2016, dans le but d'établir une force arabe indépendante dans les territoires conquis par ces derniers. Un accord est alors conclu entre Al-Ghad al-Souri et les autorités du Rojava. Cependant les relations seront parfois tendues entre les FDS et les Forces d'élite syriennes.

## Organisation
Les Forces d'élite syriennes sont dirigées par Ahmad Jarba, ancien président de la CNFOR. Le commandant militaire est Muhedi Jayila. Le porte-parole du groupe est Mohammad Khaled Chaker. 
La plupart des combattants sont issus de la tribu des Chaïtat et de la tribu des Chammar. En 2017, selon l'AFP, le groupe compte plusieurs centaines de combattants,. Les Forces d'élite syriennes revendiquent quant à elles 3 000 combattants,. En septembre 2017, un des chefs du groupe, Abou Kouteida, affirme qu'il compte près de 1 500 hommes. L'équipement des combattants est cependant assez modeste.

## Zones d'opérations
Les Forces d'élite syriennes sont actives dans les gouvernorats de Raqqa, Hassaké et Deir ez-Zor.
Elles prennent part à l'offensive, puis à la bataille de Raqqa. Elles sont d'ailleurs les premières à entrer dans la ville. Les Forces d'élite syriennes se retirent de Raqqa en juillet 2017 et se redéploient dans le gouvernorat de Hassaké. Cependant, environ 300 à 800 hommes font défection en août pour rejoindre le Conseil militaire de Deir ez-Zor,,.

## Soutiens
Ahmad Jarba, le chef des Forces d'élite syriennes, affirme que ses troupes bénéficient d'un programme d'entraînement avec les forces de la coalition. Il entretient également des liens étroits avec l'Arabie saoudite et les Émirats arabes unis.